# Citroën XM
Citroën XM – samochód osobowy klasy wyższej-średniej produkowany przez francuską markę Citroën w latach 1989–2000. Wyprodukowany w liczbie 333 405 egzemplarzy.

## Historia i opis modelu

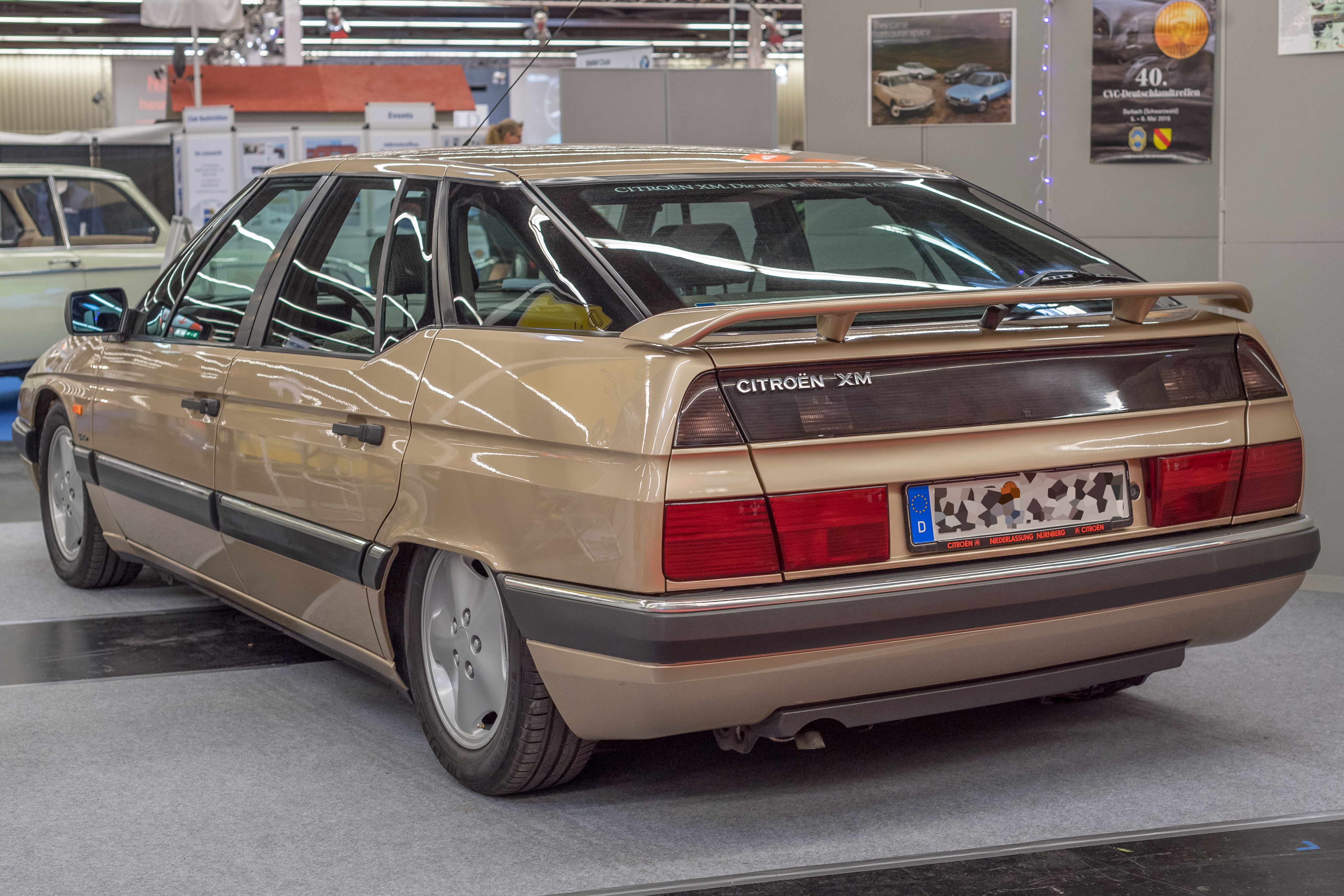
Citroën XM - tył

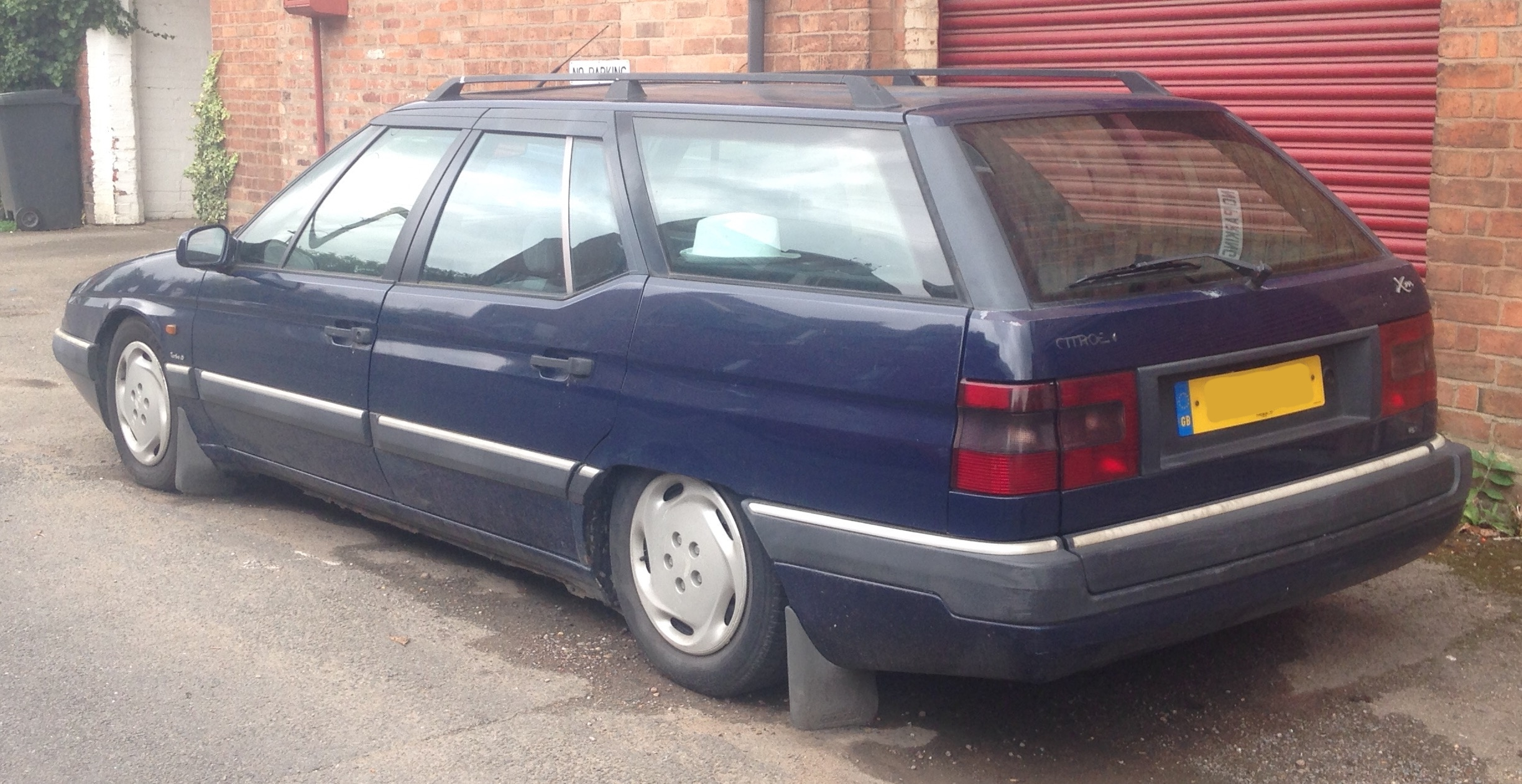
Citroën XM Kombi

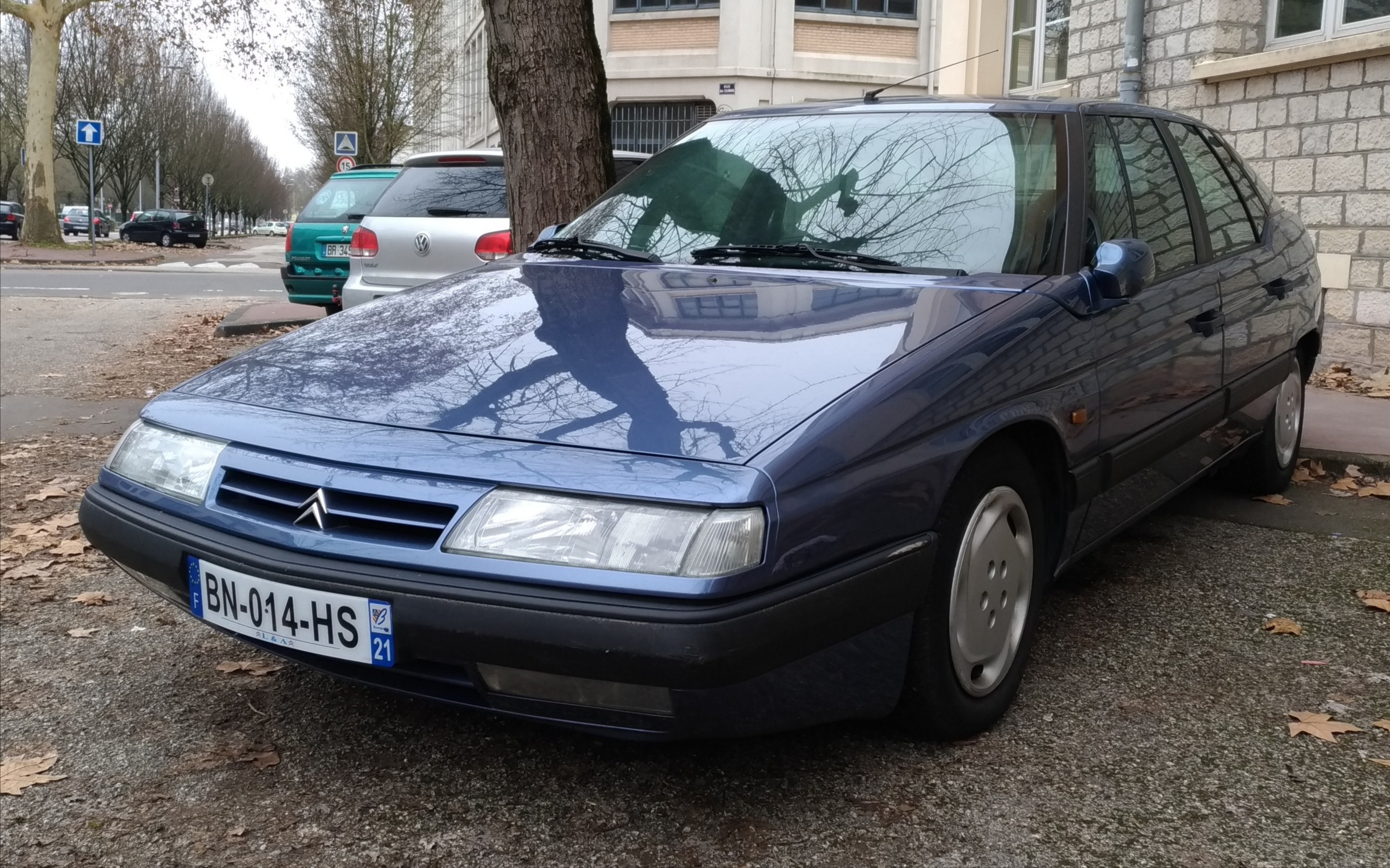
Citroën XM po liftingu

Zaprezentowany w dniu 23 maja 1989, XM był nowoczesnym dużym pojazdem firmy Citroen. Następcą Citroëna CX. Jego zadaniem było konkurowanie z pojazdami takich marek jak Audi 100 i BMW serii 5 w sektorze, który stanowił ok. 14,2 % europejskiego rynku klasy średniej. Auto spotkało się z pozytywnym odbiorem wśród publiczności, ekspertów i fanów marki. XM uzyskując prawie dwukrotnie więcej głosów niż drugi w rankingu Mercedes R129 SL wygrał europejską nagrodę Samochód Roku 1990. Wersje nadwoziowe obejmowały pięciodrzwiową limuzynę i kombi (Break). Jako następca modelu CX również wyposażony był w zawieszenie hydropneumatyczne, lecz już drugiej generacji zwanej hydroaktywnym, w której kierowca może wybrać między sportową a komfortową charakterystyką tłumienia. Wersje z silnikami 3.0 V6 (zarówno 12v, jak i 24v) wyposażane były w odziedziczony po Citroënie CX układ kierowniczy diravi. Model XM wyróżniał się bardzo futurystycznym wyglądem, kontynuując tradycje poprzednika modelu CX.
Citroen XM charakteryzował się szeroką gamą jednostek napędowych, od ospałych diesli po dynamiczne i luksusowe wersje z motorem V6. Moc maksymalna wahała się od 80-200 KM. W najdroższej wersji Pallas można spotkać skórzaną tapicerkę, automatyczną skrzynię biegów i elektrycznie regulowane przednie siedziska. 
Przewidywane roczna produkcja ustalona była na poziomie ok. 150 000 aut w Europie. Jednak auto nigdy nie osiągnęło tego celu z różnych powodów – rynek dużych samochodów przeżywał kryzys, toteż zakup takowych przez klientów ukierunkowany był na produkty od producentów takich jak BMW i Mercedes-Benz, które były postrzegane jako bardziej prestiżowe, lepiej wykonane i z większymi gamami silników. Jednocześnie klienci nie szukali tak bardzo komfortu w aucie, lecz zależało im na dobrym prowadzeniu, sprężystym zawieszeniu, łatwości obsługi i dobrym osiągom; było to niekorzystne dla marki Citroën, słynącej głównie z komfortowego resorowania aniżeli sportowym osiągom i prowadzeniu, więc model XM pozostał nieco w cieniu tych dwóch marek. XM borykał się z problemem nie dość dobrego zaprojektowania i niskiego nakładu finansowego, był opracowany razem z Peugeotem 605, podczas gdy niemieckie koncerny wydały około kilku miliardów marek na prototypy, badania i doświadczenia na swoje auta klasy średniej. XM nie spełnił pokładanych w nim nadziei na pełnoprawne zastąpienie klasycznego modelu Citroena DS, jednak nie przeszkodziło to w osiągnięciu sukcesu na rynku francuskim, gdzie pojazd znany był z wysokiego komfortu jazdy, sporego wnętrza i dobrego wyposażenia. Niemalże 5-metrowa, przedłużona o 25 cm wersja kombi (break) cechowała się prawie 2000-litrowym bagażnikiem (po złożeniu tylnych siedzeń), który był jednym z największych nie tylko w swojej klasie, ale w ogóle oferowanych jako kombi na rynku europejskim, bijąc nawet duże modele Volvo 760 i 960. Ten model Citroena charakteryzował się również bardzo dobrymi, niezawodnymi i chwalonymi przez specjalistów silnikami wysokoprężnymi, które mimo niskiego spalania posiadały bardzo dobre osiągi.
Wyprodukowano również niewielką liczbę pojazdów w wersji Pallas.
We Francji model XM służył jako limuzyna prezydencka; z samochodów tych korzystali François Mitterrand oraz Jacques Chirac, a także inni urzędnicy państwowi wyższej rangi.

### Wersje wyposażenia
- zawieszenie hydroaktywne z opcją SPORT
- tapicerkę skórzaną, lub mieszaną (skóra z alcantarą)
- system audio
- komputer pokładowy
- automatyczną klimatyzację
- tempomat
- podgrzewanie foteli (także tylnych)
- pełne sterowanie radiem z kierownicy
- elektrycznie regulowane i podgrzewane lusterka
- elektrycznie otwierane wszystkie szyby
- telefon pokładowy
- drewniane (z prawdziwego drewna, co jest nieczęste nawet w tym segmencie aut) wykończenie deski rozdzielczej i drzwi
- dodatkową tylną szybę, przeciwdziałającą wychłodzeniu wnętrza po otwarciu bagażnika
- pełną elektrykę foteli przednich
- automatyczne skrzynie biegów firmy ZF
- wspomaganie kierownicy DIRAVI
- Lampki do czytania dla pasażerów z tyłu

Po zakończeniu produkcji XM jego następcą został przejściowo Citroën C5. Jednak prawdziwym następcą jest zaprezentowany na salonie samochodowym w Genewie w 2005 roku Citroën C6.

### Warianty
| Silniki benzynowe    | Silniki benzynowe | Silniki benzynowe          | Silniki benzynowe | Silniki benzynowe | Silniki benzynowe | Silniki benzynowe                 | Silniki benzynowe          | Silniki benzynowe | Silniki benzynowe   |
| Typ                  | Lata produkcji    | Kod/Silnik                 | Zawory (v)        | Poj. skok. cm³    | Turbodoładowanie  | Moc maksymalna (KM)               | Maks. Moment obrotowy (Nm) | 0-100 km/h        | Prędkość maks. km/h |
| -------------------- | ----------------- | -------------------------- | ----------------- | ----------------- | ----------------- | --------------------------------- | -------------------------- | ----------------- | ------------------- |
| XM 2.0               | 1989-1994         | XU10 2C (4-cyl. rzędowy)   | 8                 | 1998 cm³          | –                 | 84 kW / (114 KM) @ 5800 obr./min  | (164 Nm) @ 2250 obr./min   | 12,2 s            | 193 km/h            |
| XM 2.0i              | 1989-1994         | XU10 (4-cyl. rzędowy)      | 8                 | 1998 cm³          | –                 | 81 kW / (110 KM) @ 5600 obr./min  | (164 Nm) @ 3500 obr./min   | 12,4 s            | 190 km/h            |
| XM 2.0i cat          | 1989-1994         | XU10 J2C (4-cyl. rzędowy)  | 8                 | 1998 cm³          | –                 | 89 kW / (121 KM) @ 5600 obr./min  | (170 Nm) @ 4000 obr./min   | 11,9 s            | 201 km/h            |
| XM 2.0i 16v          | 1994-2000         | XU10 J4R (4-cyl. rzędowy)  | 16                | 1998 cm³          | –                 | 97 kW / (132 KM) @ 5500 obr./min  | (180 Nm) @ 4200 obr./min   | 10,8 s            | 205 km/h            |
| XM 2.0i Turbo CT     | 1992-1994         | XU10 J2TE (4-cyl. rzędowy) | 8                 | 1998 cm³          | X                 | 104 kW / (141 KM) @ 4400 obr./min | (225 Nm) @ 2200 obr./min   | 9,8 s             | 212 km/h            |
| XM 2.0i Turbo CT     | 1994-2000         | XU10 J2TE (4-cyl. rzędowy) | 8                 | 1998 cm³          | X                 | 108 kW / (147 KM) @ 5300 obr./min | (235 Nm) @ 2500 obr./min   | 9,3 s             | 215 km/h            |
| XM 3.0i V6           | 1989-1994         | PRV (6-cyl. V6)            | 12                | 2975 cm³          | –                 | 123 kW / (167 KM) @ 5600 obr./min | (235 Nm) @ 4600 obr./min   | 9,7 s             | 222 km/h            |
| XM 3.0i V6           | 1994-1997         | PRV (6-cyl. V6)            | 12                | 2963 cm³          | –                 | 123 kW / (167 KM) @ 5600 obr./min | (235 Nm) @ 4600 obr./min   | 9,7 s             | 222 km/h            |
| XM 2.9i V6 24v       | 1997-2000         | ES9 J4 (6-cyl. V6)         | 24                | 2946 cm³          | –                 | 140 kW / (190 KM) @ 5500 obr./min | (267 Nm) @ 4000 obr./min   | 8,4 s             | 233 km/h            |
| XM 3.0i V6 24v       | 1990-1997         | PRV (6-cyl. V6)            | 24                | 2975 cm³          | –                 | 147 kW / (200 KM) @ 6000 obr./min | (260 Nm) @ 3600 obr./min   | 8,6 s             | 235 km/h            |
| Silniki wysokoprężne |                   |                            |                   |                   |                   |                                   |                            |                   |                     |
| XM 2.1 D12           | 1989-1994         | XUD11 A (4-cyl. rzędowy)   | 12                | 2138 cm³          | –                 | 60 kW / (80 KM) @ 4600 obr./min   | (147 Nm) @ 2000 obr./min   | 17,6 s            | 173 km/h            |
| XM 2.1 Turbo D12     | 1989-1994         | XUD11 ATE (4-cyl. rzędowy) | 12                | 2088 cm³          | X                 | 80 kW / (109 KM) @ 4300 obr./min  | (235 Nm) @ 2000 obr./min   | 12,9 s            | 192 km/h            |
| XM 2.1 Turbo D       | 1994-2000         | XUD11 BTE (4-cyl. rzędowy) | 12                | 2088 cm³          | X                 | 80 kW / (109 KM) @ 4300 obr./min  | (250 Nm) @ 2000 obr./min   | 12,9 s            | 192 km/h            |
| XM 2.5 Turbo D       | 1994-2000         | DK5 ATE/L (4-cyl. rzędowy) | 12                | 2446 cm³          | X                 | 95 kW / (129 KM) @ 4300 obr./min  | (285 Nm) @ 2000 obr./min   | 12,1 s            | 201 km/h            |